# Jamie I (1914)

Illustration av Jamie I efter ombyggnaden på 1930-talet, då den förliga trebensmasten nedkortades.

Jamie I var ett dreadnought-slagskepp i Spaniens flotta. Hon var det sist byggda av tre systerfartyg i España-klassen, som hon bildade tillsammans med España och Alfonso XIII. Jamie I och hennes systrar tillkom i samband med en upprustning av den spanska flottan, följande landets nederlag mot Förenta Staterna i Spansk-amerikanska kriget 1898. Slagskeppet förde en huvudbestyckning av åtta 30,5 cm kanoner i fyra dubbeltorn, och en sekundär bestyckning av 20 stycken 10,2 cm kanoner i kasematter.
Jamie I byggdes av ett spanskt-brittiskt konsortium. Fartyget kölsträcktes i Ferrol och sjösattes den 21 september 1914. Första världskrigets utbrott samma år sänkte dock byggnadstakten avsevärt, då mycket av materielen till henne importerades från Storbritannien, vilket betydde att hon inte kunde levereras förrän 1921. När Spanska inbördeskriget bröt ut sommaren 1936 förblev Jamie I i regeringssidans händer. När fartyget låg under reparation i Cartagena, efter att ha angripits av italienskt bombflyg, föll hon offer för en intern explosion och skadades så illa att hon fick huggas upp 1939. Fartyget fick sitt namn efter den aragoniske kungen Jacob I, som levde på 1200-talet. 